# Statul Abia

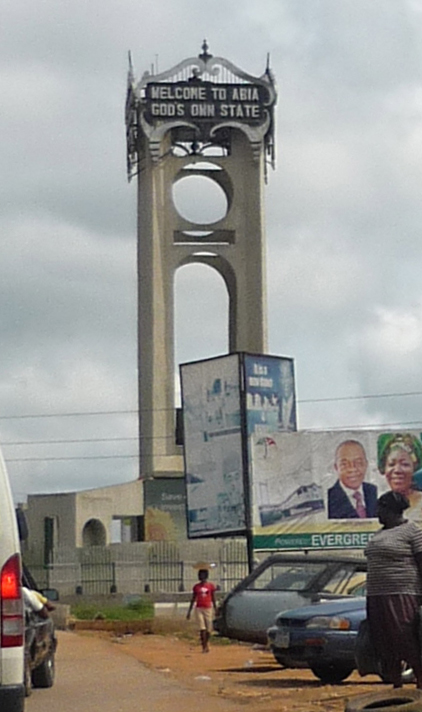
Abia

Abia este un stat în Nigeria. Capitala sa este orașul Umuahia în timp ce cel mai mare oraș și centru comercial este Aba.
Abia are o  populație estimată de peste 3.720.000 conform datelor din 2016. Din punct de vedere geografic, statul este împărțit între pădurile de mlaștină din Delta Nigerului din extremul sud și pădurile mai uscate de tranziție Cross-Niger, cu savană în restul statului. Alte caracteristici geografice importante sunt râurile Imo și Aba care curg de-a lungul granițelor de vest și, respectiv, sudice ale Abiei.
Din punct de vedere economic, statul Abia se bazează pe producția de țiței și gaze naturale, împreună cu agricultura, în principal de igname, porumb, taro, palmier de ulei și manioc.

## Geografie
Statul Abia ocupă aproximativ 6.320 de kilometri pătrați, fiind delimitat la nord și nord-est de statele Enugu și Ebonyi. Statul Imo la vest, statul Cross River și statul Akwa Ibom la est, respectiv sud-est, și statul Rivers la sud. Partea cea mai sudica a statului se află în pădurile mlăștinoase din Delta Nigerului, în timp ce restul statului se află în pădurile de tranzitie Cross-Niger. Porțiunea de sud primește ploi abundente de aproximativ 2400 milimetri pe an, mai ales între lunile aprilie și octombrie.

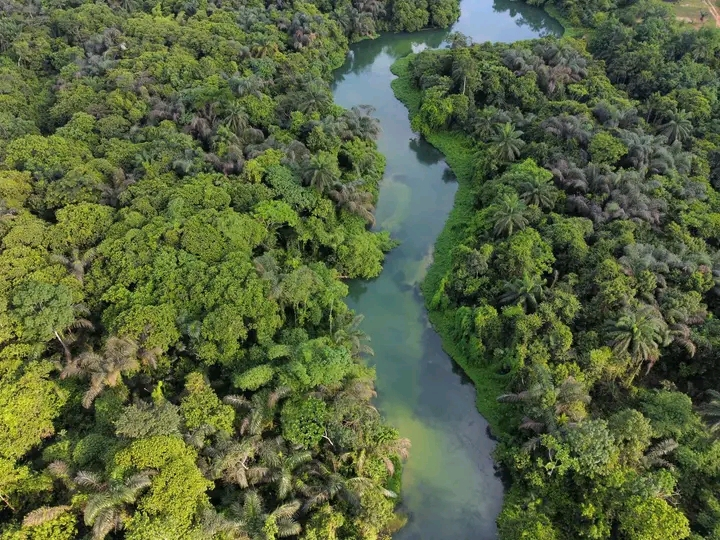
Azumini Blue River in Abia state, Nigeria

Cele mai importante râuri din statul Abia sunt râurile Imo și Aba care se varsă în Oceanul Atlantic prin statul Akwa Ibom.